# Obercejgwart
Obercejgwart – stopień wojskowy w Korpusie Artylerii Koronnej. Odpowiednik stopnia kapitana.
Obowiązki obercejgwarta zawarte były w regulaminie z 1767 w artykule „Powinności każdego z Osobna Artyllerysty podług Stopnia y Urzędu tak względem umieiętności jako y Służby Pańskiey”.

Oberceugwarta Urząd iest to być Gospodarzem y Szafarzem Ceughauzu, wszelkiey Ammonicyi, Dział, Moździerzów, Hubie, Różnego Rodzaju Strzelby, Materyałów, Naczynia wszelkiego, Wozów ammunicyonalnych, Kar y wszelkich Sprzętów do Artylleryi należących powinien być Dozorem. Utrzymuiąc wszystko w porządnym ochędóstwie, naymnieyszą rzecz maiąc spisaną Inwentarzem y tego wszystkiego, co się Znayduje y co za Ordynansem wyekspensow, na piśmie Majorowi codziennie oddawać ma Rapport, także aby wszelka Ammunicyia y broń w Czystości Zachowana była podług liczby Kanonierów upominać się ma u Majora, aby zawsze byli wykommenderowani z Rzemieśnikami do wychędożenia Broni, Zbroi y wszelkich Rynsztunków. O Reperacyi wszelkiey Ceughauzu dbaćy Kommendzie Zawsze o tym wszystkim Rapportować powinien, a Gdy swą pilnością, Punktualnością y umieiętnością zalecony będzie, Spodziewać się ma Promocyi do Kapitanii Artylleryi z Kompanią.